# Joseph Wear
Joseph Walker Wear (* 27. November 1876 in St. Louis, Missouri; † 4. Juni 1941 in Philadelphia, Pennsylvania) war ein US-amerikanischer Tennisspieler und -funktionär.

## Karriere
Joseph Wear arbeitete nach seinem Abschluss an der Yale University 1899 für das Trockennahrungs-Business der Familie. Später wurde er Investmentbanker und Makler in einer Firma in Philadelphia.
Bei den Olympischen Sommerspielen 1904 in seiner Heimatstadt St. Louis gewann Joseph Wear zusammen mit seinem Landsmann Allen West im Tennis-Herrendoppel die Bronzemedaille, nachdem sie im Halbfinale den späteren Olympiazweiten Alphonzo Bell und Robert LeRoy in drei Sätzen mit 6:2, 1:6 und 2:6 unterlegen waren. Sein jüngerer Bruder Arthur belegte mit einem anderen Partner ebenfalls den dritten Platz. Sein größter Erfolg im Tennis waren fünf Titel bei den U.S. Court Tennis Championships und der dreimalige Gewinn der der Racquet Doubles Championship.
Von 1936 bis 1941 war Wear Vizepräsident der United States Lawn Tennis Association (USLTA) und 1935 Davis-Cup-Kapitän. Außerdem hatte die Familie Wear auch eine Verbindung zum Golf. Joseph und Arthurs Schwester Lucretia war mit George Herbert Walker verheiratet, dem Stifter des Walker Cups.